# التقسيمات الإدارية في كوسوفو
تنقسم كوسوفو إدارياً إلى سبعة مقاطعات  (ألبانية: Rajone، صربية: Окрузи، Okruzi). وتنقسم هذه المقاطعات أيضا إلى 38 بلدية (ألبانية: Komuna، صربية: Oпштина أو Opština).

## مقاطعات كوسوفو
| المقاطعة                                                                   | المساحة كم² | التعداد السكاني 2011 (الرتبة) | الكثافة السكانية كم² | البلديات | عدد المستوطنات |
| -------------------------------------------------------------------------- | ----------- | ----------------------------- | -------------------- | --- | -------------- |
| مقاطعة فريزاي Ferizaj (Rajoni i Ferizajit/Uroševački okrug)                | 1,030       | 185,806                       | 180                  | - فريزاي - Ferizaj - خاني اي إليزيت - Hani i Elezit - كاتشانيك - Kaçanik - شتيمليه - Štimlje/Shtime - شتربتسه - Štrpce/Shtërpcë                                                                                         | 126            |
| مقاطعة جاكوفا Gjakova (Rajoni i Gjakovës/Đakovički okrug)                  | 1,129       | 194,672                       | 170                  | - ديتسان - Deçan - جاكوفا - Gjakova - يونيك - Junik - أوراخوفاتس - Orahovac | 170            |
| مقاطعة جيلان Gjilan (Rajoni i Gjilanit/Gnjilanski okrug)                   | 1,206       | 180,783                       | 150                  | - جيلان - Gjilan - كامينيتشا - Kamenica - كلوكوت - Klokot - بارتيسخ - Partesh - رانيلوغ - Ranilug - فيتينا - Vitina | 287            |
| مقاطعة ميتروفيتسا Mitrovica (Rajoni i Mitrovicës/Kosovskomitrovački okrug) | 2,077       | 272,247                       | 110                  | - ليبوسافيتش - Leposavić - ميتروفيتسا - Mitrovica - شمال ميتروفيتسا - North Mitrovica - سكينديراي - Skenderaj - فوسختري - Vushtrri - زوبين بوتوك - Zubin Potok - زفيتسان - Zvečan                                       | 267            |
| مقاطعة بيجا Peja/Peć (Rajoni i Pejës/Pećki okrug)                          | 1,365       | 174,235                       | 130                  | - بيجا - Pejë/Peć - إيستوك - Istok - كلينا - Klina | 118            |
| مقاطعة بريشتينا Pristina (Rajoni i Prishtinës/Prištinski okrug)            | 2,470       | 477,312                       | 223                  | - غلوغوفاتس / دريناس - Glogovac/Drenas - غراتسانيتسا - Gračanica - كوسوفو بوليه - Kosovo Polje/Fushë Kosovë - ليبليان - Lipljan - نوفو بردو - Novo Brdo - أوبيليتس - Obilic - بودوييفو - Podujevo - بريشتينا - Pristina | 298            |
| مقاطعة بريزرن Prizren (Rajoni i Prizrenit/Prizrenski okrug)                | 1,397       | 331,670                       | 240                  | - دراغاس - Dragas - ماليسهيفا - Malisheva - ماموسها - Mamusha - بريزن - Prizren - سوفا ريكا - Suva Reka/Suharekë | 195            |

### تعديل المقاطعات في عام 2000
تحت إشراف بعثة الأمم المتحدة للإدارة المؤقتة في كوسوفو ( UNMIK ) والتي أُنشئت في عام 1999 ، تم تشكيل مقاطعات جديدة في عام 2000.
- في مناطق مقاطعة كوسوفسكا ميتروفيتسا Kosovska Mitrovica تم إنشاء مقاطعة ميتروفيتسا .
- في مناطق مقاطعة بيجا Peć تم إنشاء مقاطعة بيجا Peć ومقاطعة جاكوفا Gjakova بالإضافة إلى :

1. تحويل بلدية أوراخوفاتس Orahovac إلى مقاطعة جاكوفا Gjakova .
2. تقسيم مقاطعة كوسوفو Kosovo إلى مقاطعة بريستينا Pristina ومقاطعة فريزاي Ferizaj .
3. إعادة تسمية مقاطعة كوسوفو بومورافليه Kosovo-Pomoravlje إلى مقاطعة جيلان Gjilan .
4. نقل بلدية نوفو بردو Novo Brdo إلى مقاطعة بريستينا .

- تم إعادة تشكيل مقاطعة بريزرن بالتالي :

1. دمج بلدية غورا Gora وبلدية أوبوليه Opolje إلى بلدية دراغاش Dragaš.
2. تم إنشاء بلدية ماليشيفو Mališevo بأخذ مناطق من بلديات أوراخوفاتس Orahovac (مقاطعة بريزرن / مقاطعة جاكوفا ) وسوفا ريكا Suva Reka (مقاطعة بيجا ) وكلينا Klina ( مقاطعة بيجا ) وغلوغوفاتس Glogovac ( مقاطعة كوسوفو/ مقاطعة بريستينا ) .
3. نقل الجزء الأكبر من بلدية أوراخوفاتس التي خارج البلدية الجديدة لماليشيفو لمقاطعة جاكوفا .

إحتجت صربيا على التغيرات الجديدة لتنظيم المناطق في كوسوفو واعتبرتها غير شرعية . ولكن تم تطبيقها بواسطة بعثة الأمم المتحدة في كوسوفو على الرغم من احتجاجات صربيا مدعمه بسلطتها الحيوية في كوسوفو التي أُنشئت بواسطة قرار الأمم المتحدة رقم 1244.